# Lothar Wille

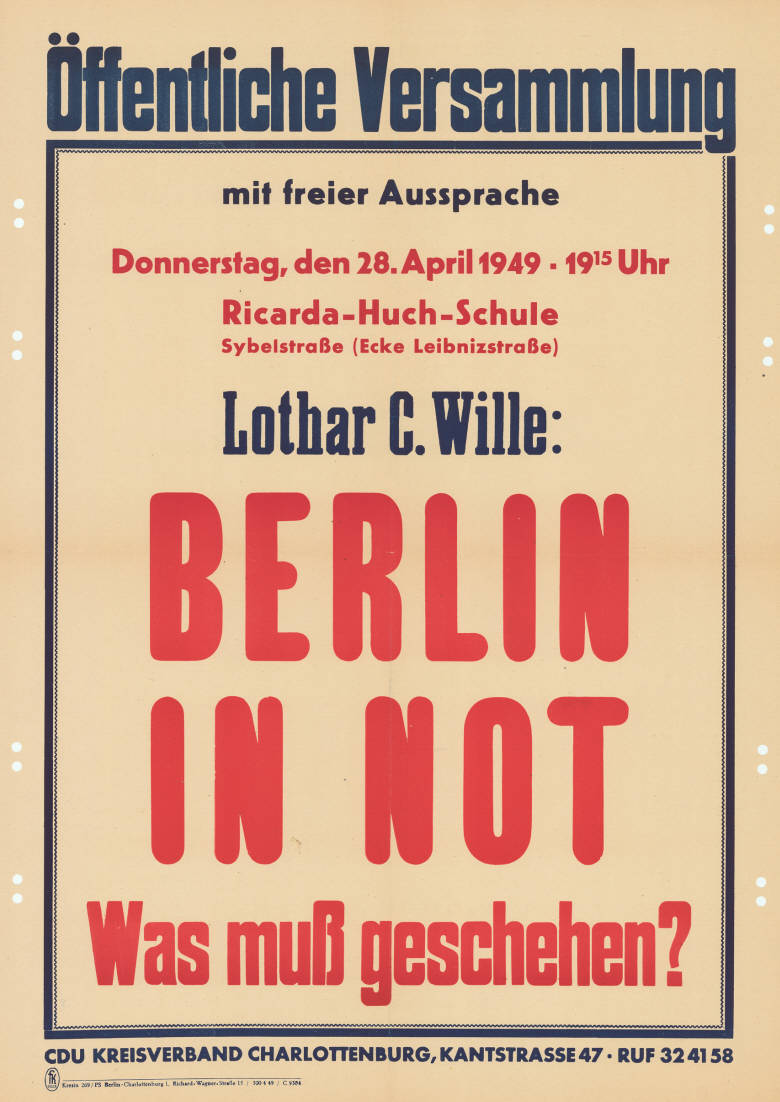

Lothar C. Wille (* 9. Februar 1908 in Friedenau; † 25. Mai 1992) war ein deutscher Politiker (CDU, FVP).
Wille studierte Volkswirtschaft, Rechtswissenschaft und Philosophie an den Universitäten in Berlin, Frankfurt am Main und München. Im Zweiten Weltkrieg war er ab 1943 Soldat.
1945 trat er in die CDU ein. Nach dem Tod Albert Voss’ 1947 rückte Wille für ein Jahr in der Stadtverordnetenversammlung von Groß-Berlin nach. Von 1950 bis 1958 war er Mitglied des Abgeordnetenhauses von Berlin. 1956 trat er aus der CDU aus, er war dann fraktionslos. Er schloss sich der FVP/FDV an.